# 잠비나이
잠비나이는 2009년에 결성된 대한민국의 포스트 록 밴드이다.
2012 서울 아트마켓 ‘PAMS CHOICE’, 2013 한국대중음악상 ‘올해의 크로스오버 앨범상’ 수상,
2013 WOMEX ‘OFFICIAL SELECTION’, 2015 한국대중음악상 ‘선정위원회 특별상‘, 2016 KBS 국악대상 단체부문, 2016 미국 국영 라디오 NPR MUSIC ‘Top 100 song of 2016’ 등
주요한 경력을 쌓아오며, 브라질의 Cena Contemporanea와 같은 모던아츠페스티벌에서부터 유럽의 WOMEX, The Great Escape, 미국의 SXSW와 같은 대형 뮤직마켓의 공식 쇼케이스 아티스트 선정,
영국 Glastonbury, 스페인 Primavera Sound, 덴마크 ROSKILDE, 프랑스의 HELLFEST와 같은 초대형 록페스티벌에 이르기까지
전 세계 각지에서 스펙트럼 넓은 무대를 누벼온 밴드 잠비나이는 해금 / 피리 / 거문고의  전통악기를 중심으로 한국 전통 음악과 프리 재즈/ 포스트 록/ 아방가르드 /
하드코어 펑크 / 메탈이 뒤섞인 새로운 음악을 창조하고 있다.

## 구성원
- 이일우 (기타, 피리, 태평소)
- 김보미 (해금)
- 심은용 (거문고)
- 최재혁 (드럼, 2017년~현재)
- 유병구 (베이스, 2017년~현재)

## 음반 목록
정규 음반
- 차연 (2012)
- 은서 (2016)
- 온다 (2019)

EP
- 잠비나이 (2010)
- 발현 (2022)

## 수상 및 후보
- ‘EBS 스페이스 공감 올해의 헬로루키’ 심사위원 특별상 수상(2011)
- 서울아트마켓 ‘PAMS CHOICE’  (2012)
- 제 10회 한국대중음악상 ‘최우수 크로스오버음반’ 수상 (2013)
- 제 12회 한국대중음악상 ‘선정위원회 특별상’ (2015)
- KBS 국악대상 단체부문 수상 (2016)
- 제 16회 대한민국 국회대상 ‘올해의 국악인’ 수상 (2016)
- 한국예술종합학교 개교 25주년 ‘K-Arts, 빛나는 예술가 25’선정(2017)
- 문화체육관광부 장관 표창 (2017)
- WOMEX OFFICIAL SELECTION (2013)